# Melabók
Melabók es manuscrito medieval islandés de principios del siglo XIV, una de las tres transcripciones de Landnámabók que han sobrevivido hasta hoy, aunque solo algunos fragmentos en dos pergaminos. Es una obra de autoría anónima de un descendiente de los colonos en Borgarfjörður, aunque no obstante la genealogía que aparece al final de la obra se atribuye a Snorri Markússon (m. 1313), jurista del sur de Islandia. Se considera una versión de Þórðarbók, pero debe su nombre a que parte de su contenido se centra en la historia del clan familiar de los Melamanna.